# Cliff Island, Falklandsöarna
Cliff Island är en ö i territoriet Falklandsöarna (Storbritannien). Den ligger i den västra delen av ögruppen, 190 km väster om huvudstaden Stanley.